# Vireo crassirostris
El vireo piquigrueso (Vireo crassirostris), también denominado vireo de las Bahamas (en Cuba), verderón piquigrueso (en Colombia) o vireo de pico ancho, es una especie de ave paseriforme de la familia Vireonidae perteneciente al numeroso género Vireo. Se distribuye por las Antillas Mayores e islas del Caribe.

## Distribución y hábitat
Se distribuye en las Bahamas, Cuba, Islas Caimán, Turks y Caicos e Isla de la Tortuga (Haití) y también en las islas de Providencia y Santa Catalina (de Colombia) en el Caribe occidental. Visitante ocasional en el sur de Florida, Estados Unidos. En Cuba se encuentra en la vegetación costera del Cayo Paredón Grande y se han visto inmaduros también en Cayo Coco (en las provincias de Camagüey y Ciego de Ávila respectivamente), ambos del archipiélago Jardines del Rey (parte oriental del archipiélago de Sabana-Camagüey).
Su hábitat preferencial son los bosques secos y matorrales húmedos tropicales y subtropicales.

## Etimología
En latín Vireo es el nombre de este tipo de aves, y crassirostris es “pico gordo”. 

## Descripción
Mide cerca de 14 cm de largo. El pico es grueso. Los ojos son castaños. En el dorso es oliváceo, por abajo es blancuzco o amarillento, y a veces, algo verduzco hacia los lados. Tiene como anteojos amarillos rodeando los ojos y sobre el pico, y una manchita negra entre el ojo y el pico. Tiene dos bandas blanco-amarillentas notorias en las alas. El inmaduro es similar al adulto pero con las bandas de las alas poco notorias y las plumas de la cabeza y la espalda con puntas castañas.

## Nido
Anidan de marzo a julio.

## Estado de conservación
A pesar de que en la lista roja de la IUCN aparece como no amenazada (LC), era considerada en Cuba con categoría de amenaza crítica. En el área de distribución en Cuba se están haciendo desarrollos turísticos.

## Subespecies
Según la clasificación Clements Checklist, v.2015, se reconocen las siguientes 6 subespecies, con su respectiva distribución geográfica:
- Grupo politípico crassirostris:
  - Vireo crassirostris alleni Cory, 1886 - islas Cayman.
  - Vireo crassirostris crassirostris  (Bryant, 1859) - islas Bahamas.
  - Vireo crassirostris cubensis Kirkconnell & Garrido, 2000 - Cayo Paredón Grande, norte de Cuba.
  - Vireo crassirostris stalagmium Buden, 1985 - isla Caicos.
  - Vireo crassirostris tortugae Richmond, 1917 - isla de la Tortuga, al noroeste de La Española, (Haití).

- Grupo monotípico approximans:
  - Vireo crassirostris approximans Ridgway, 1884 - islas Providencia y Santa Catalina (Colombia).

Algunos autores y clasificaciones, como el Congreso Ornitológico Internacional (IOC, versión 6.2.) consideran a este último taxón como especie separada. Otros la consideran la subespecie V. pallens approximans, de Vireo pallens.